# Bradyidius arnoldi
Bradyidius arnoldi is een eenoogkreeftjessoort uit de familie van de Aetideidae. De wetenschappelijke naam van de soort is voor het eerst geldig gepubliceerd in 1957 door Fleminger.